# NGC 5115
NGC 5115 é uma galáxia espiral barrada (SBc) localizada na direcção da constelação de Virgo. Possui uma declinação de +13° 57' 04" e uma ascensão recta de 13 horas, 23 minutos e 00,4 segundos.
A galáxia NGC 5115 foi descoberta em 25 de Março de 1887 por Lewis A. Swift.